# Johann Heinrich Dannecker

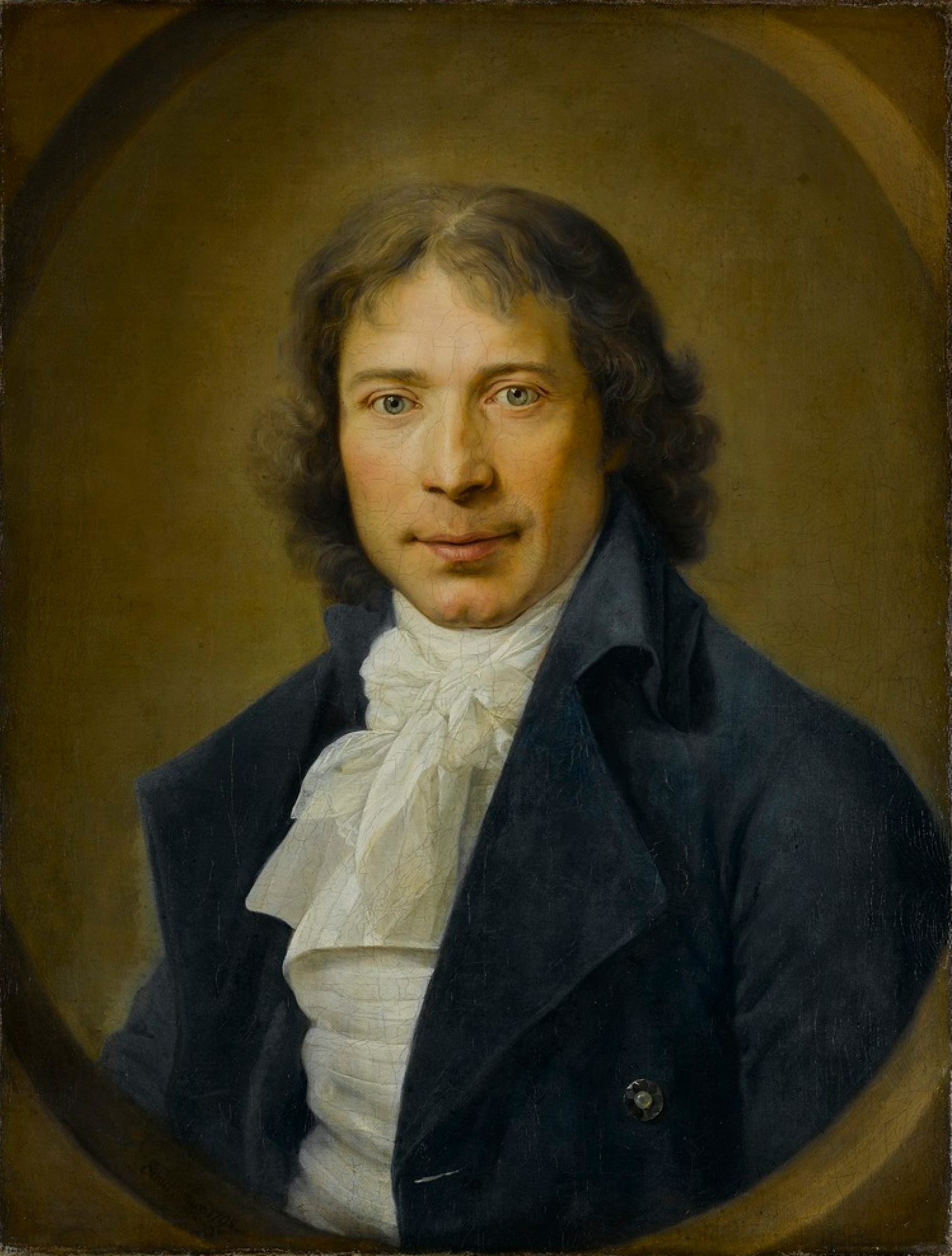
Johann Heinrich Dannecker, Gemälde von Gottlieb Schick

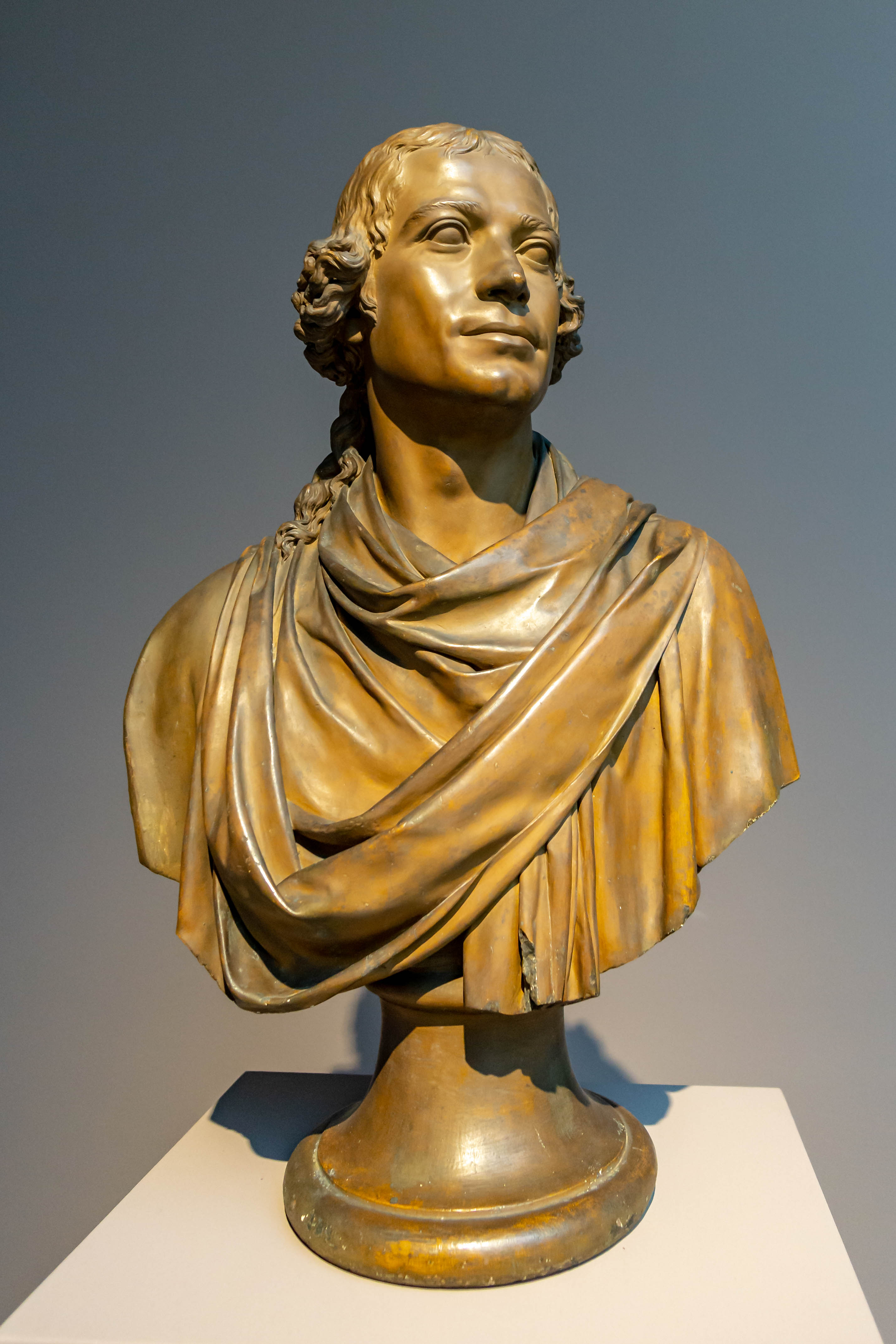
Selbstbildnis, Statue, 1797

Johann Heinrich Dannecker, ab 1808 von Dannecker (* 16. Oktober 1758 in Stuttgart; † 8. Dezember 1841 ebenda), war ein württembergischer Bildhauer des Klassizismus. 

## Leben
Der in Stuttgart geborene Sohn eines Stallknechts und Kutschers im Dienste des württembergischen Herzogs wurde 1771 in die „Militärische Pflanzschule“ auf der Solitude bei Stuttgart aufgenommen. Zunächst als Balletttänzer, bald als Bildhauereleve, besuchte Dannecker das herzogliche Institut, das 1773 zur Militärakademie und 1782, nach Stuttgart verlegt, als Hohe Karlsschule zur Universität erhoben wurde, bis 1780. Für seine künstlerische Ausbildung waren neben den Bildhauern Johann Valentin Sonnenschein (1749–1828) und Pierre François Lejeune (1721–1790) die Maler Adolf Friedrich Harper (1725–1806) und Nicolas Guibal (1725–1784), der Leiter der Künstlerfakultät, verantwortlich.
Gemeinsam mit Philipp Jakob Scheffauer (1756–1808), einem Mitschüler, wurde Dannecker mit Abschluss der Akademieausbildung zum Hofbildhauer bei lebenslanger Dienstverpflichtung ernannt und mit ersten, meist dekorativen Aufträgen betraut. Ein herzogliches Stipendium erlaubte den beiden Bildhauern 1783 einen zweijährigen Aufenthalt in Paris, wo sie durch Vermittlung von Nicolas Guibal im Atelier von Augustin Pajou (1730–1809) arbeiten konnten. Es folgten vier Studienjahre in Rom, die auf Dannecker wie Scheffauer künstlerisch prägend wirkten. Freundschaftlichen Umgang pflegten sie mit Antonio Canova (1757–1822) und dem Schweizer Bildhauer Alexander Trippel (1743–1793).
Neben kleineren Arbeiten entstand im Auftrag des württembergischen Herzogs eine großfigurige allegorische Skulpturengruppe (Jahreszeiten) aus Marmor für Schloss Hohenheim. Erste Anerkennungen spiegeln Danneckers Ehrenmitgliedschaften der Akademien von Bologna und Mantua wider. Anfang 1790 kehrten Scheffauer und Dannecker nach Stuttgart zurück. Hier wurden die beiden Bildhauer zu Professoren der Hohen Karlsschule ernannt. Dannecker setzte seine Lehrtätigkeit nach der Aufhebung der Karlsschule 1794 in privatem Rahmen fort. Unter seinem Vorsitz stand für einige Jahre die oberste Direktion der 1829 in Stuttgart neu gegründeten, anfänglich mit der Real- und Gewerbeschule verbundenen, 1832 institutionell entflochtenen K. Kunstschule, wobei die unmittelbare Aufsicht über die Kunstschule Nikolaus Friedrich von Thouret oblag.
Im Unterschied zu seinem Studienfreund Scheffauer war es Dannecker nach der Rückkehr aus Rom schnell gelungen, sich in Stuttgart vorteilhaft zu arrangieren, auch wenn dem Künstler in seinem Hofbildhaueramt nur selten attraktive Aufträge zuflossen. Durch Heirat mit der Kaufmannstochter Heinrike Rapp (1773–1823) materieller Sorgen enthoben, war Dannecker fest in das bürgerliche Gesellschaftsleben Stuttgarts integriert. Nach eigenen Plänen entstand 1808 ein Haus in prominenter Lage am Schloßplatz. Wohnung, Atelier, Kunstschule und Museum zugleich, wurde die so genannte Danneckerei in Kürze zu einem kulturellen Mittelpunkt der württembergischen Residenzstadt. Die künstlerische Arbeit Danneckers konzentrierte sich in dieser Zeit notgedrungen auf das Porträt.
Nach schaffensreichen Jahren, mit zahlreichen Bildnissen u. a. auch Terracotta-Arbeiten, eröffnete er unter seiner Leitung seine eigene Kunstschule. Um 1835 begann seine geistige Umnachtung (in einem Anfall verstümmelt er seine Schillerbüste – das Modell blieb erhalten) und am 8. Dezember 1841 starb Johann Heinrich von Dannecker. Sein Grab befindet sich auf dem Stuttgarter Hoppenlaufriedhof.

## Werk

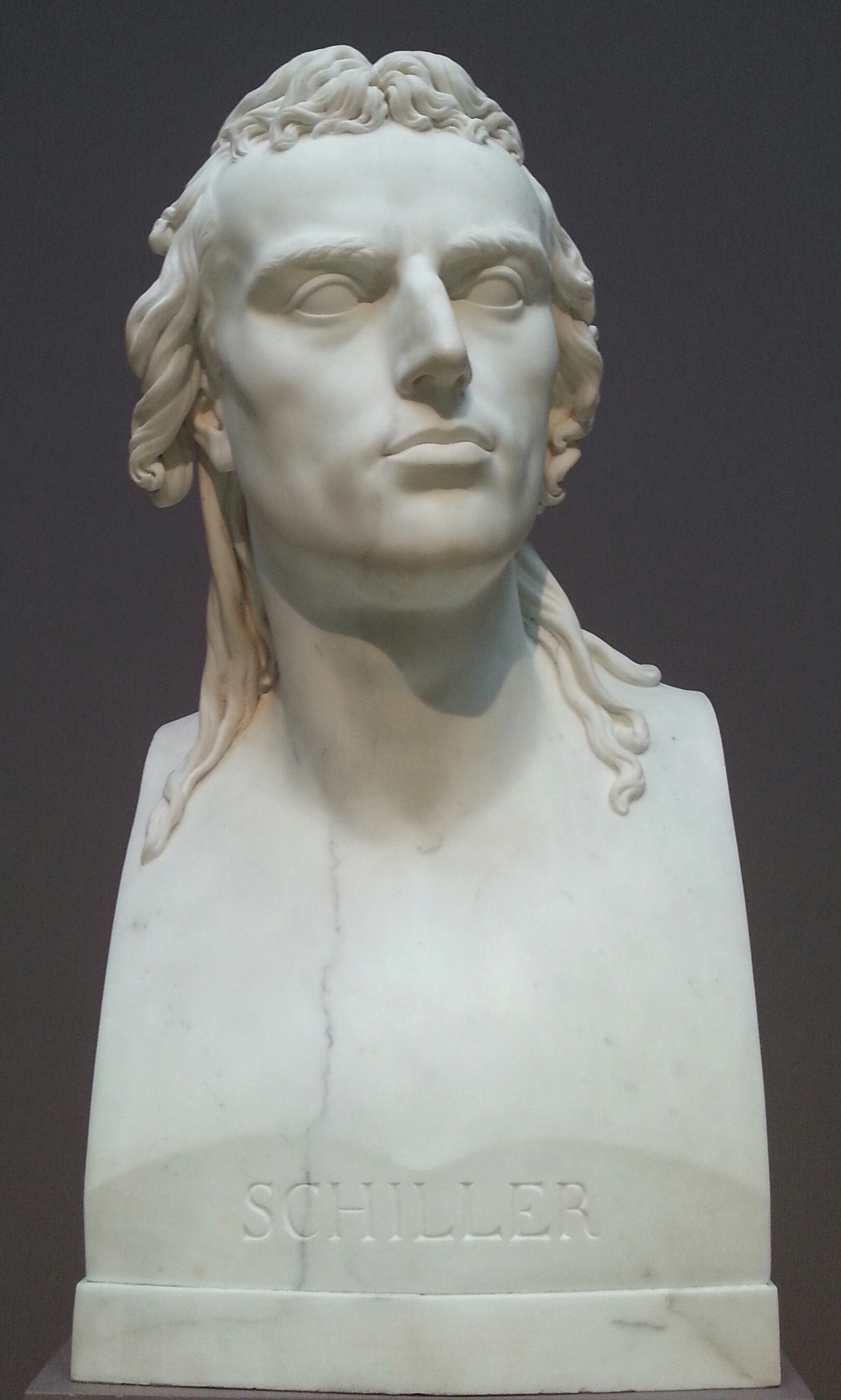
Friedrich Schiller, Büste, 1805

Zu den Hauptwerken zählten in seiner Stuttgarter Zeit die Schillerbüsten aus den Jahren 1794 und 1805 und das Selbstbildnis von 1797. 1803 entstand ein erstes Tonmodell der Ariadne auf dem Panther, deren Marmorversion 1814 vollendet wurde. Der Frankfurter Freiherr Simon Moritz von Bethmann unterzeichnete 1810 den Kaufvertrag und stellte die Marmorversion 1816 im eigens errichteten Bethmannschen Museum (heute Seilerstraße 34) aus, dem ersten öffentlichen Frankfurter Museum. Die Ariadne wurde dort von einem internationalen Publikum wahrgenommen und erreichte außerordentliche Popularität; sie wurde vielfach reproduziert. Die Skulptur wechselte 1856 in ein an das von Bethmannsche Gartenhaus angebaute Museum (das Ariadneum) und wurde 1941 der Stadt Frankfurt am Main, im Zuge eines Teilverkaufs des Grundstücks, geschenkt. Der Marmor der Plastik wurde im Zweiten Weltkrieg (1943) durch Brandhitze teilweise zu Stückkalk verwandelt.
Ende der 1970er Jahre wurden abgebrochene Teile wieder angefügt und der Marmor mit Hilfe damals neuartiger Steinkonservierungsmittel restauriert. Das restaurierte Original wird im Liebieghaus ausgestellt. Eine moderne Kopie steht in dessen Park, eine weitere in der Staatsgalerie Stuttgart, wo sich auch die Tonvorarbeit befindet. Der Originalgips war bereits im 19. Jahrhundert vernichtet worden. Trotz der frühen Beliebtheit der Ariadne blieb sie eine der seltenen monumentalen Skulpturen des Bildhauers, der neben dem Maler Christian Gottlieb Schick (1776–1812) zu den bedeutenden Vertretern des schwäbischen Klassizismus gehört. Im Innenraum der Grabkapelle auf dem Württemberg zieren Kolossalstatuen der vier Evangelisten die Wandnischen. Diese wurden von Dannecker (St. Johannes) und seinem Schüler Theodor Wagner zwischen 1820 und 1821 aus Carrara-Marmor gefertigt. Zu seinen Schülern zählten Ludwig Mack, Joseph Wilhelm Ludwig Mack, Heinrich Max Imhof und Hans Baur.
- Mädchen mit dem toten Vogel, Statue, 1789
- Friedrich Schiller, Büste, 1794/1805
- Selbstbildnis, Statue, 1797
- Johann Caspar Lavater, Büste, 1805
- Wasser- und Wiesennymphe, Statue, 1810
- Liegende Sappho, Statue, 1812
- Jeanette Caroline von Alopäus, Statue, 1812
- Ariadne auf dem Panther, Statue, 1815
- Wilhelm I. von Württemberg, Büste, 1817
- Katharina von Württemberg, Büste, 1818

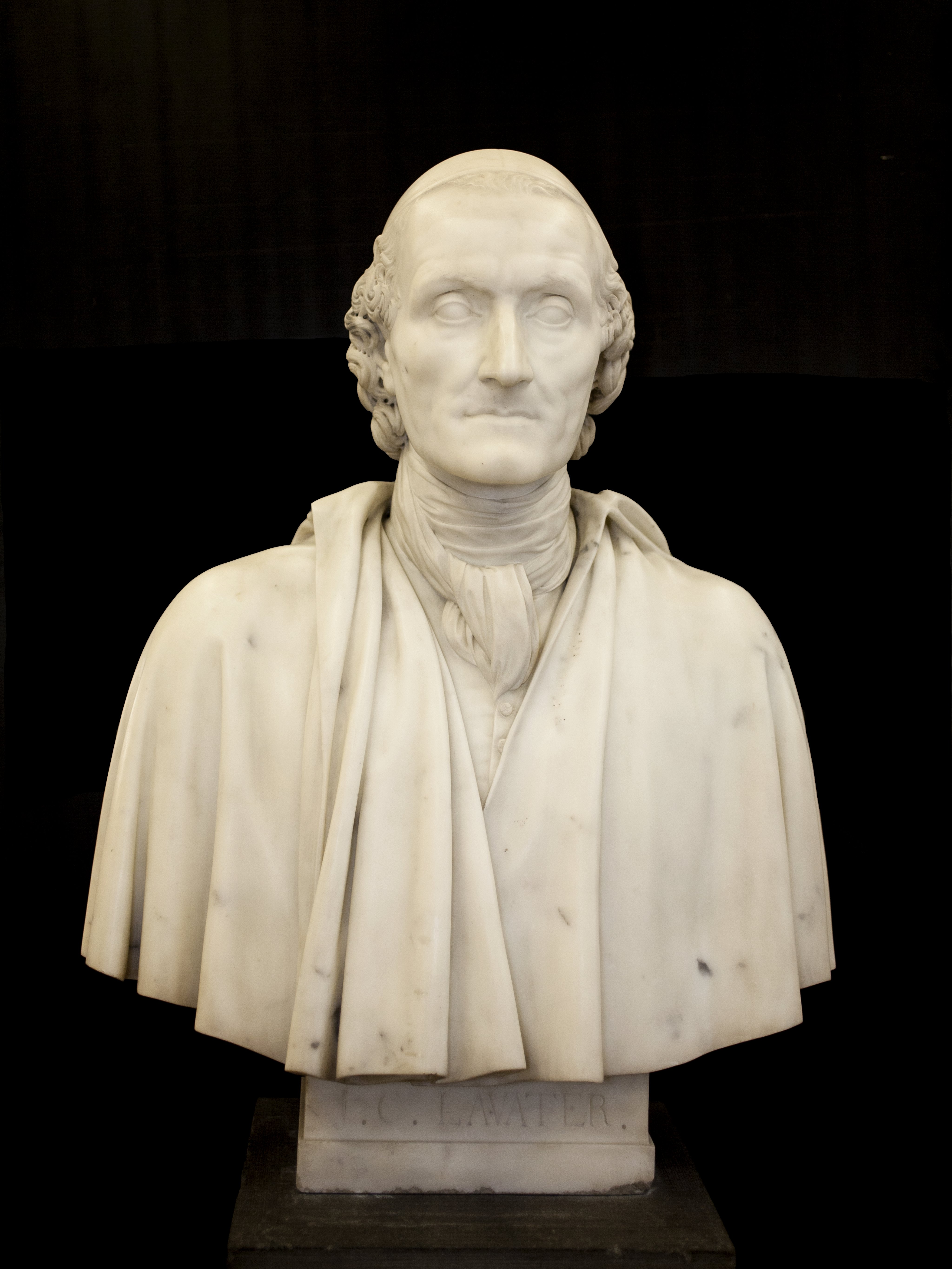
J. C. Lavater
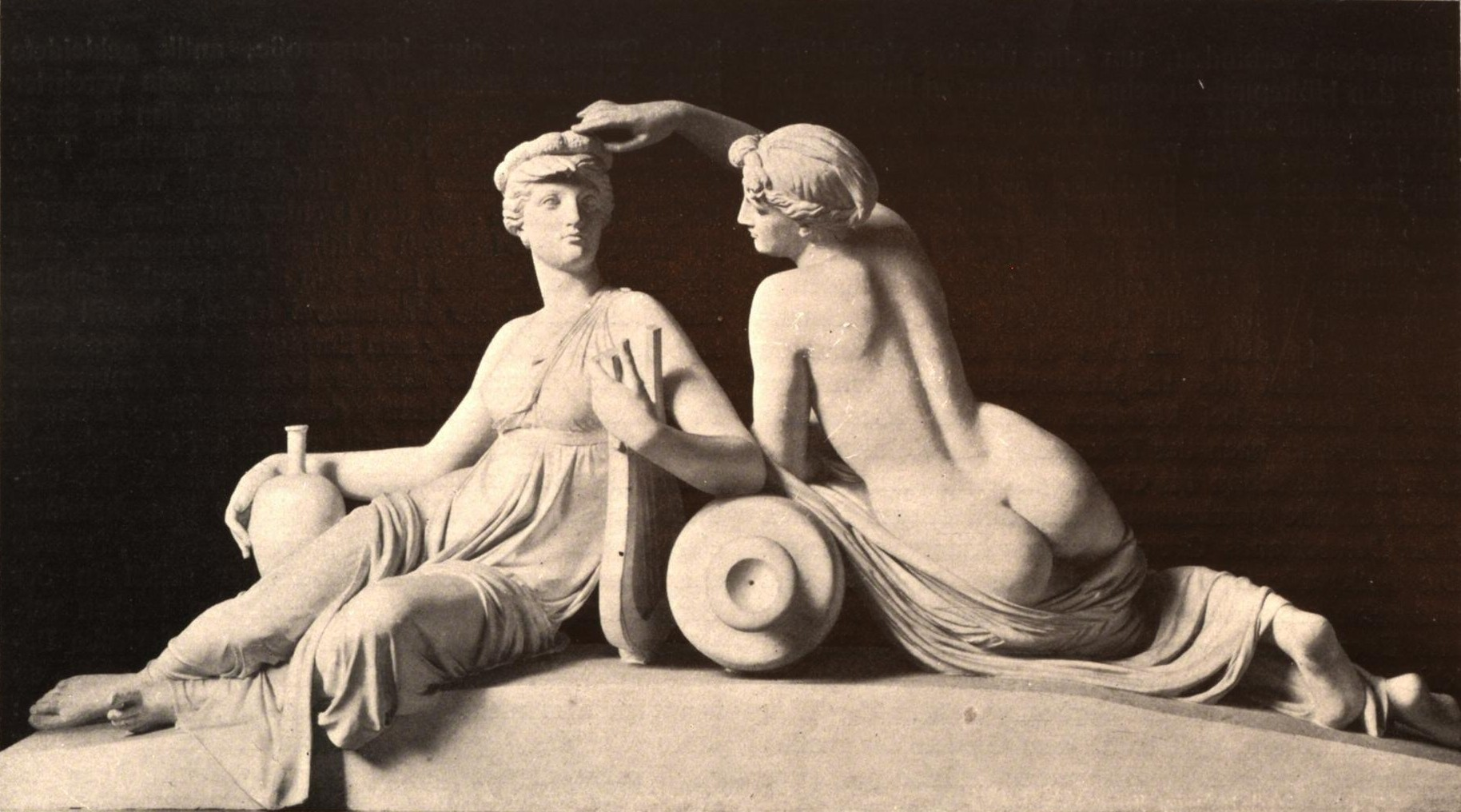
Wasser- und Wiesennymphe
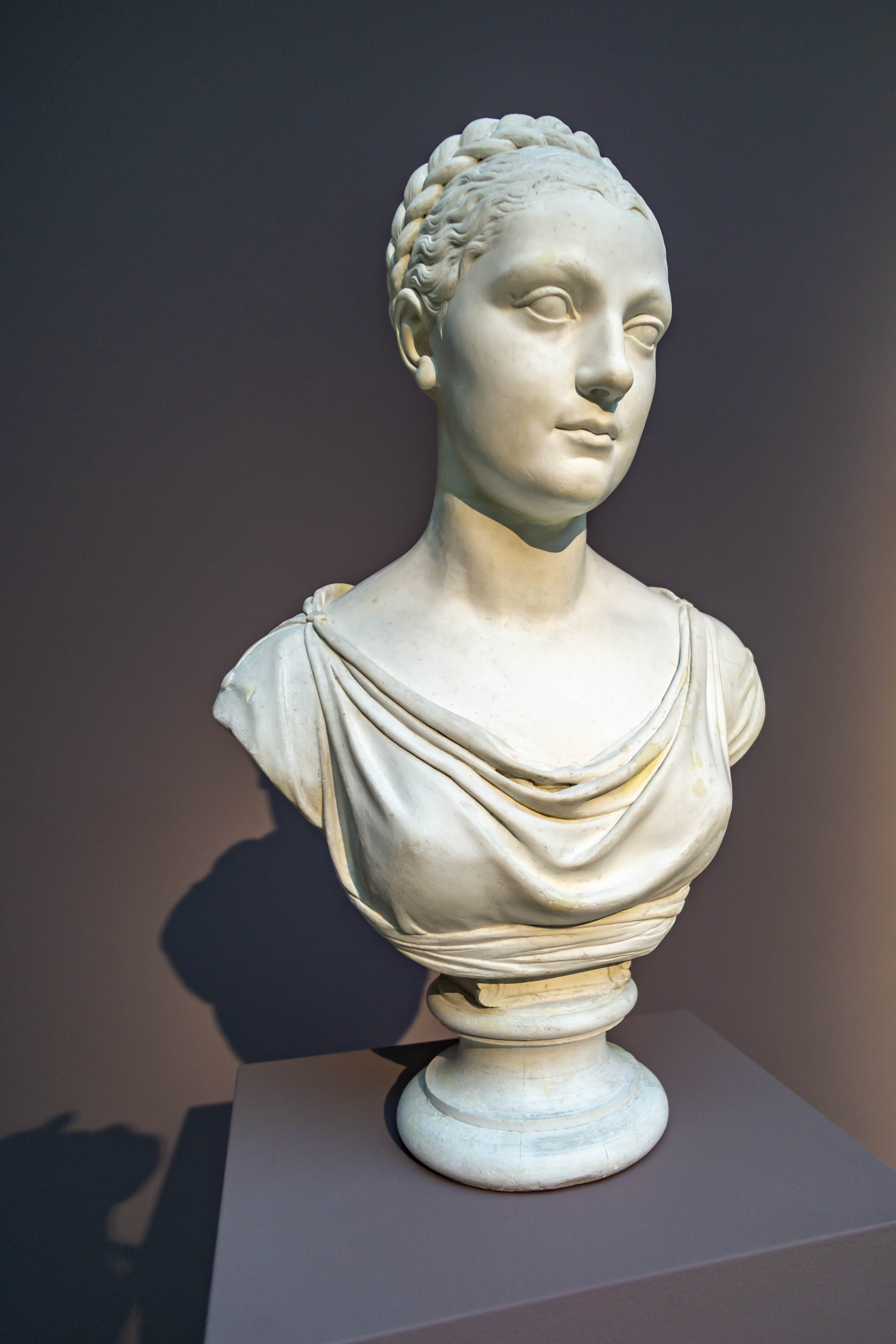
J. C. Alopäus
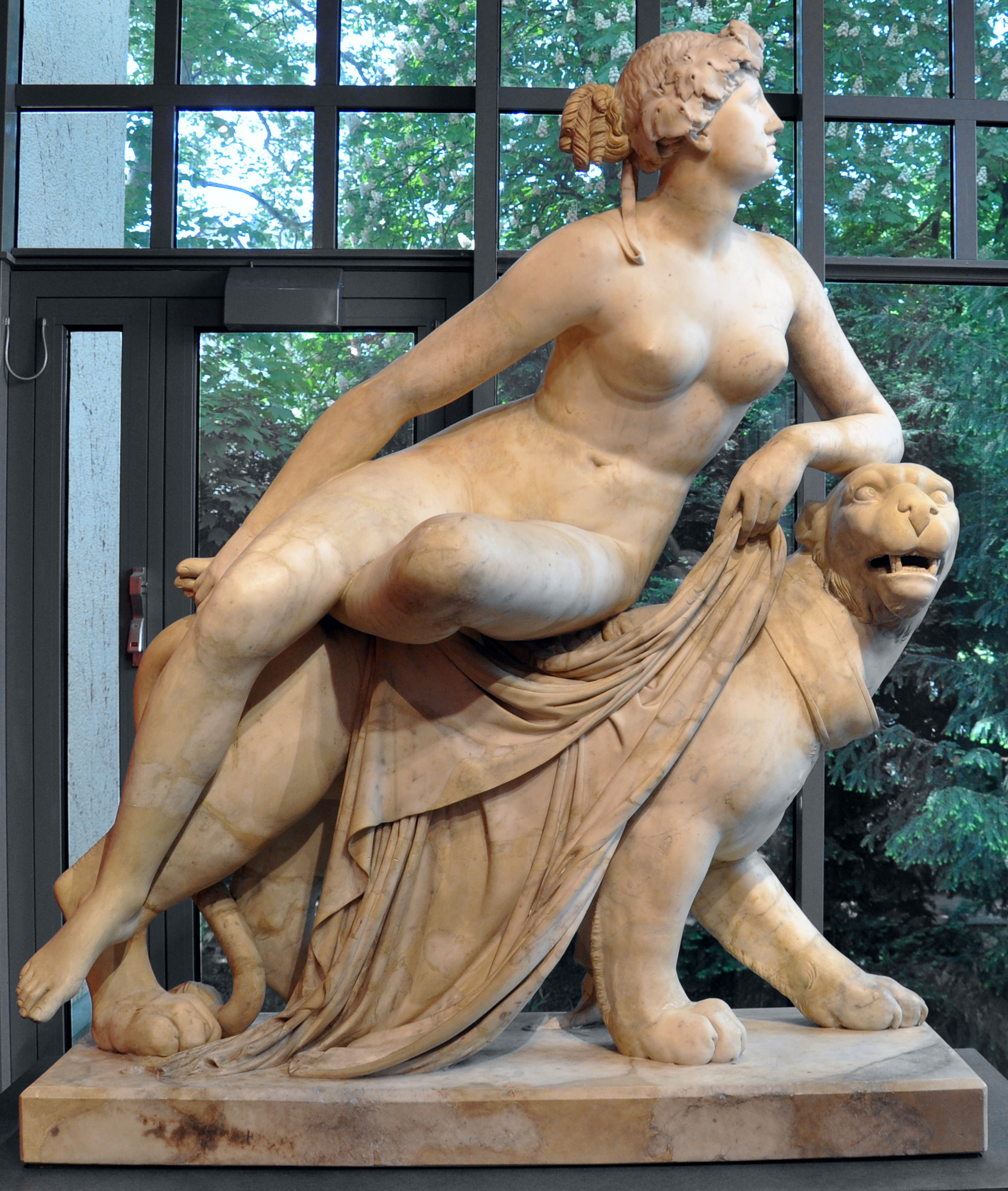
Ariadne auf dem Panther
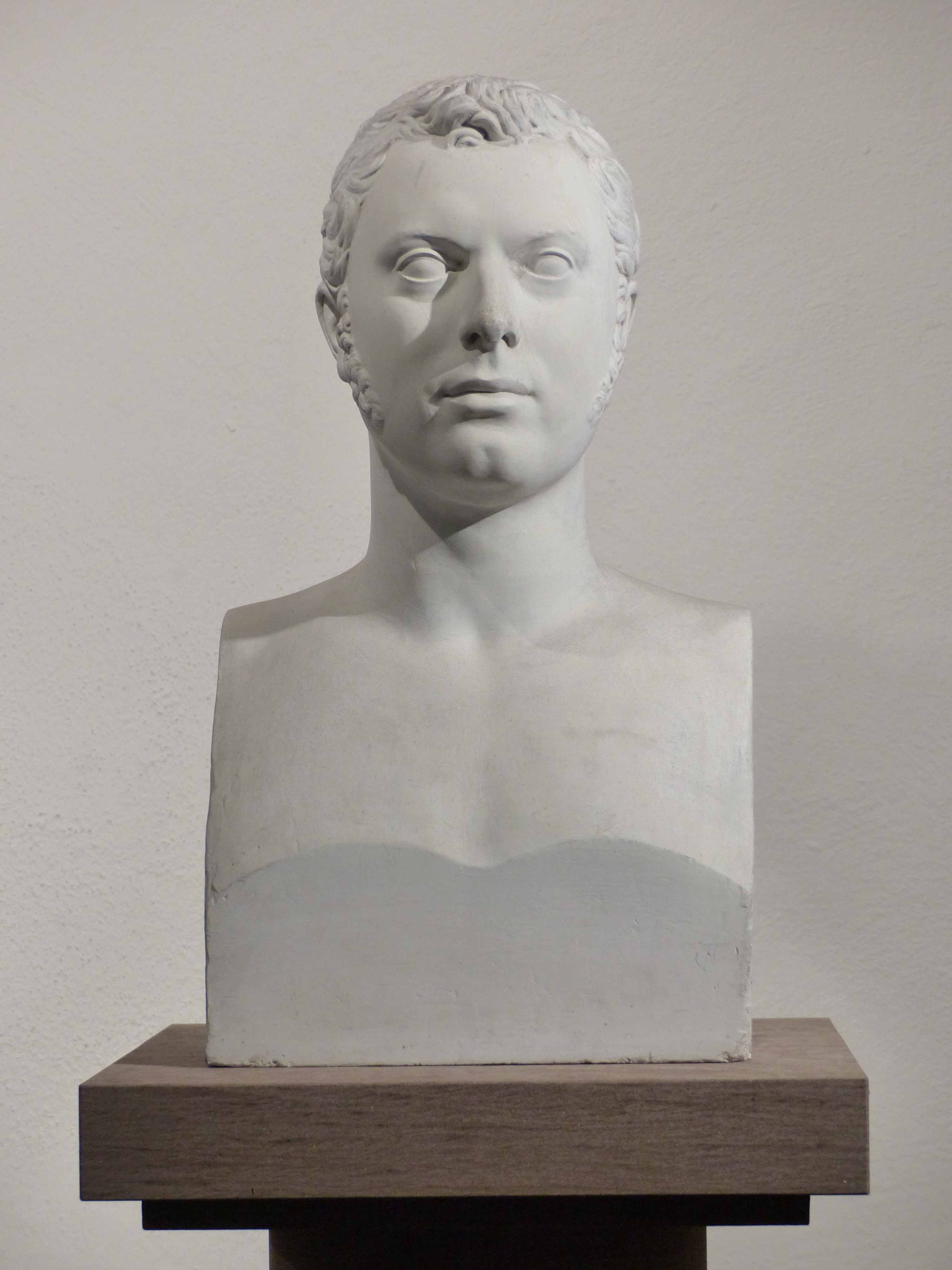
Wilhelm I. von Württemberg
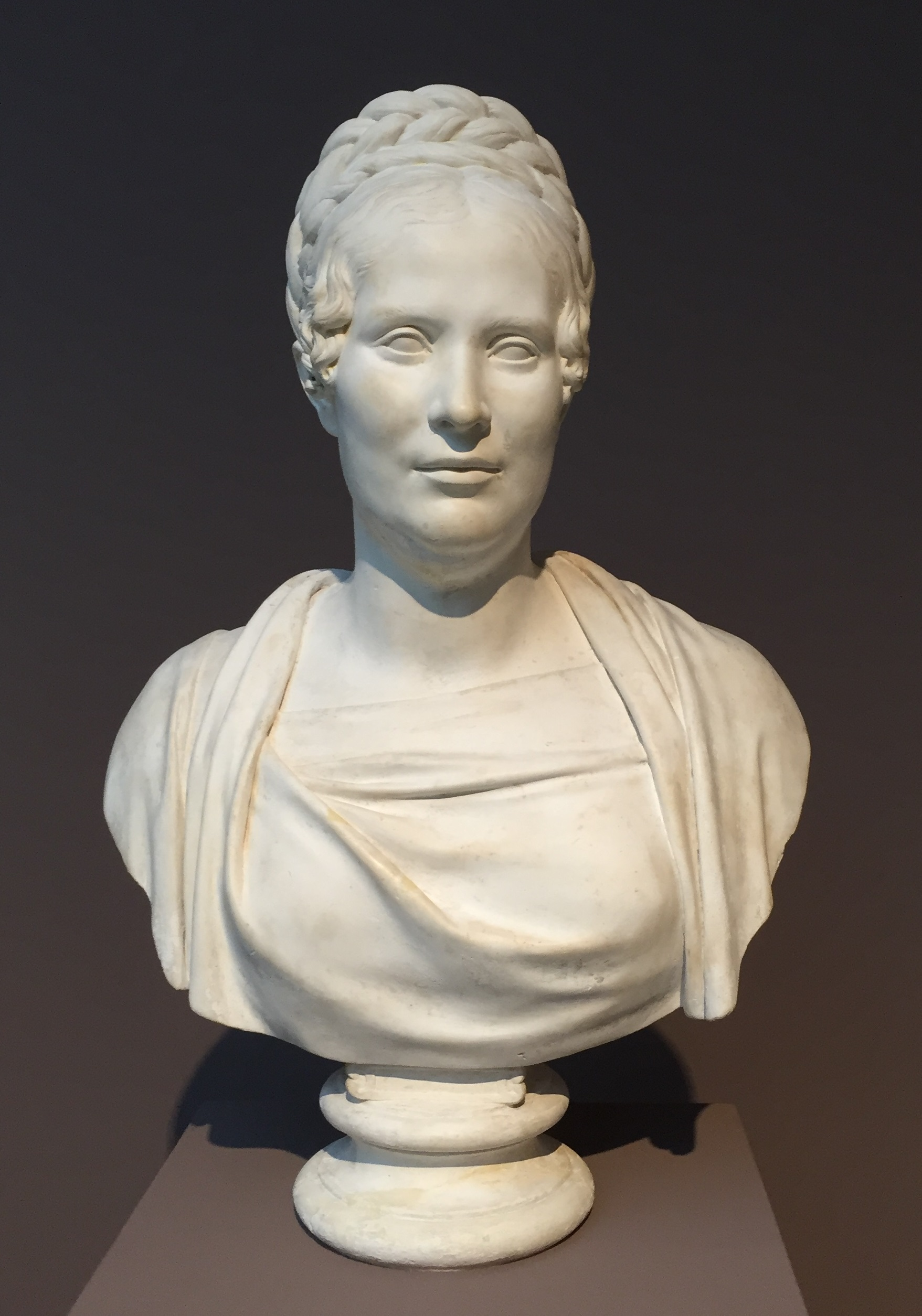
Emilie Pistorius geb. Feuerlein, 1816

## Ehrungen
1808 wurde Dannecker mit dem Ritterkreuz des Zivilverdienst-Ordens ausgezeichnet, welches mit dem persönlichen Adel verbunden war.
1818 erhielt er das Ritterkreuz des Ordens der Württembergischen Krone verliehen.
Seit 1830 war er korrespondierendes Mitglied der Königlich Niederländischen Akademie der Wissenschaften (Koninklijk Instituut, vierde klasse).